# Liste der Thermomix-Modellvarianten
Der Thermomix ist eine Küchenmaschine der Wuppertaler Unternehmensgruppe Vorwerk, die eine Vielzahl von Funktionen bei der Zubereitung von Speisen übernehmen kann. Der Namensteil Thermo weist auf die Kochfunktion hin.

## Modellübersicht

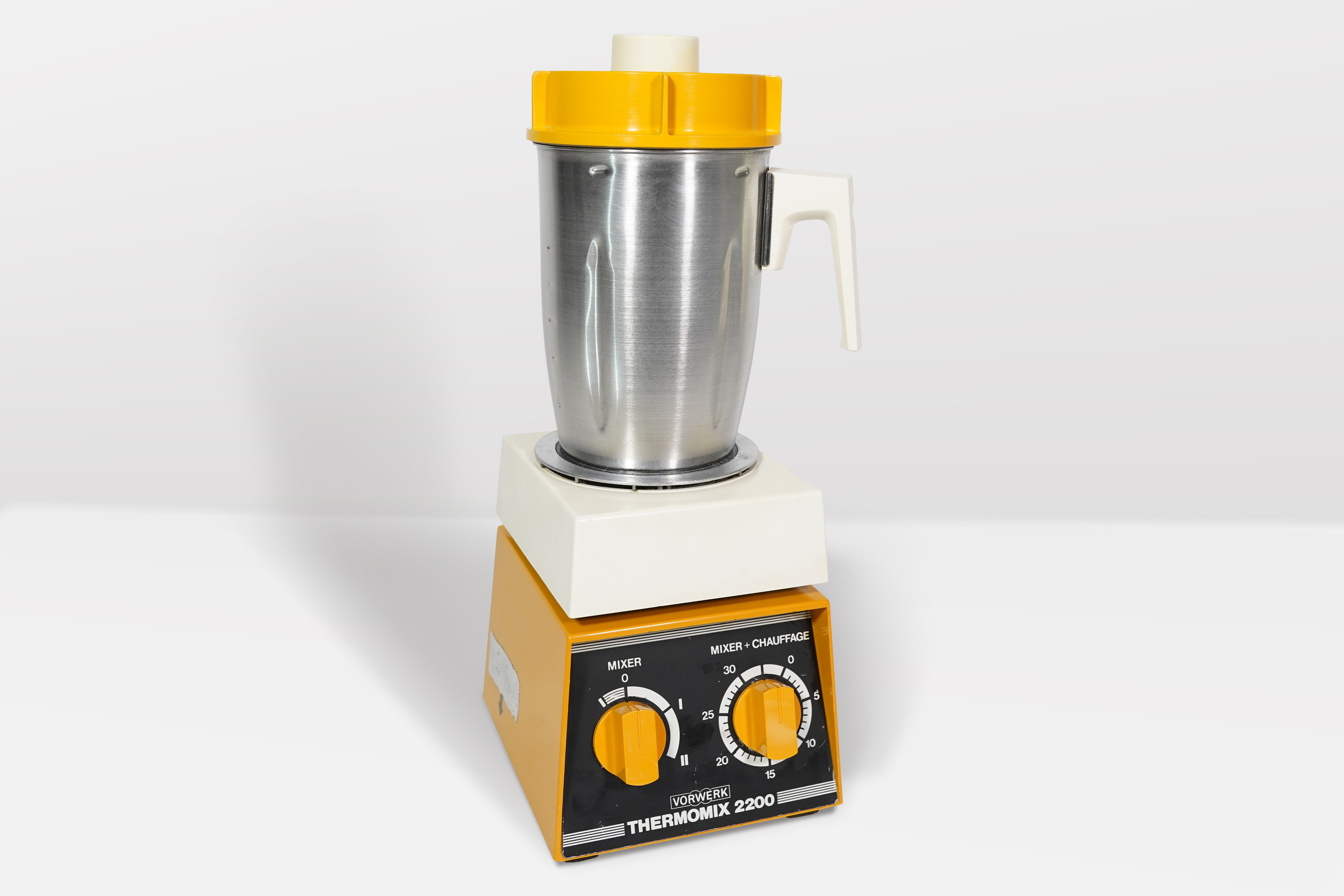
Thermomix 2200

| Jahr   | Modellname               |  | Jahr | Modellname                 |
| ------ | ------------------------ |  | ---- | -------------------------- |
| 1971   | VM 2000 („Ur-Thermomix“) |  | 2004 | Thermomix TM31             |
| 1970er | VM 2002 und VM 2200      |  | 2014 | Thermomix TM5              |
| 1980   | Thermomix TM3000         |  | 2019 | Thermomix TM6              |
| 1982   | Thermomix TM3300         |  | 2021 | Thermomix Friend           |
| 1996   | Thermomix TM21           |  | 2022 | Thermomix TM6 (in Schwarz) |
|        |                          |  | 2025 | Thermomix TM7              |

## Vergleich der verschiedenen Thermomix-Modelle
|                                 |                                 |                                 | TM3300                                | TM21                                  | TM31                                  | TM5                                   | TM6                                   | TM Friend                             | TM7                         |
| ------------------------------- | ------------------------------- | ------------------------------- | ------------------------------------- | ------------------------------------- | ------------------------------------- | ------------------------------------- | ------------------------------------- | ------------------------------------- | --------------------------- |
| Bild                            | Bild                            | Bild                            | Thermomix TM3300                      | Thermomix TM21                        | Thermomix TM31                        | Thermomix TM5 (mit Varoma-Aufsatz)    | Thermomix TM6                         |                                       |                             |
| Einführung                      | Einführung                      | Einführung                      | 1982                                  | 1996                                  | 2004                                  | 2014                                  | 2019                                  | 2021                                  | 7. April 2025               |
| Motor                           | max. Leistung (in W)            | max. Leistung (in W)            | 450                                   | 600                                   | 500                                   | 500                                   | 500                                   | 25                                    | 500                         |
| Motor                           | Drehzahl (in min−1)             | Sanftrühren a                   | –                                     | –                                     | 40                                    | 40                                    | 40                                    | 100–200                               | 40                          |
| Motor                           | Drehzahl (in min−1)             | Rühren                          | –                                     | 0100–1000                             | 0100–50000                            | 0100–50000                            | 100–10700                             | –                                     | 100–10700                   |
| Motor                           | Drehzahl (in min−1)             | Mixen/Pürieren                  | 2700–7900                             | 2000–9100                             | 1100–10200                            | 1100–10200                            | 100–10700                             | –                                     | 100–10700                   |
| Motor                           | Drehzahl (in min−1)             | Turbo                           | 12.000                                | 12.000                                | 10.200                                | 10.700                                | 10.700                                | –                                     | 10.700                      |
| max. Heizleistung (in W)        | max. Heizleistung (in W)        | max. Heizleistung (in W)        | 1000                                  | 1350                                  | 1000                                  | 1000                                  | 1000                                  | 950                                   | 1000                        |
| Fassungsvermögen Mixtopf (in l) | Fassungsvermögen Mixtopf (in l) | Fassungsvermögen Mixtopf (in l) | 1,5                                   | 2,0                                   | 2,0                                   | 2,2                                   | 2,2                                   | 2,2                                   | 2,2                         |
| Kochtemperatur (in °C)          | Kochtemperatur (in °C)          | Min.                            | 50                                    | 40                                    | 37                                    | 37                                    | 37                                    | 37                                    | N/A                         |
| Kochtemperatur (in °C)          | Kochtemperatur (in °C)          | Max.                            | 100                                   | 100                                   | 100                                   | 120                                   | 160                                   | 120                                   | 160                         |
| Konnektivität                   | WLAN                            | WLAN                            | Rotes X oder Kreuzchensymbol für nein | Rotes X oder Kreuzchensymbol für nein | Rotes X oder Kreuzchensymbol für nein | b                                     | Grünes Häkchensymbol für ja           | Rotes X oder Kreuzchensymbol für nein | Grünes Häkchensymbol für ja |
| Konnektivität                   | Bluetooth                       | Bluetooth                       | Rotes X oder Kreuzchensymbol für nein | Rotes X oder Kreuzchensymbol für nein | Rotes X oder Kreuzchensymbol für nein | Rotes X oder Kreuzchensymbol für nein | Grünes Häkchensymbol für ja           | Grünes Häkchensymbol für ja           | Grünes Häkchensymbol für ja |
| Sprachsteuerung                 | Sprachsteuerung                 | Sprachsteuerung                 | Rotes X oder Kreuzchensymbol für nein | Rotes X oder Kreuzchensymbol für nein | Rotes X oder Kreuzchensymbol für nein | Rotes X oder Kreuzchensymbol für nein | Rotes X oder Kreuzchensymbol für nein | Rotes X oder Kreuzchensymbol für nein | Grünes Häkchensymbol für ja |
| Waage                           | vorhanden                       | vorhanden                       | Rotes X oder Kreuzchensymbol für nein | Grünes Häkchensymbol für ja           | Grünes Häkchensymbol für ja           | Grünes Häkchensymbol für ja           | Grünes Häkchensymbol für ja           | Rotes X oder Kreuzchensymbol für nein | Grünes Häkchensymbol für ja |
| Waage                           | Messbereich (in g)              | Messbereich (in g)              | –                                     | 10–7500                               | 5–2000                                | −3000–3000                            | −3000–3000                            | –                                     | −3000                       |
| Waage                           | Genauigkeit (in g)              | Genauigkeit (in g)              | –                                     | ?                                     | 5 (5–100 g) 10 (100–2000 g)           | 5                                     | 1                                     | –                                     | 1                           |
| Display                         | vorhanden                       | vorhanden                       | Rotes X oder Kreuzchensymbol für nein | Grünes Häkchensymbol für ja           | Grünes Häkchensymbol für ja           | Grünes Häkchensymbol für ja           | Grünes Häkchensymbol für ja           | Grünes Häkchensymbol für ja           | Grünes Häkchensymbol für ja |
| Display                         | Ausführung                      | Ausführung                      | –                                     | vierstellige LED- 7-Segmentanzeige    | mehrstellige LCD- Segmentanzeige      | 4,3″- Touchscreen- LCD                | 6,8″- Touchscreen- LCD                | LCD                                   | 10,0″- Multi-Touchscreen    |
| Display                         | Farbe                           | Farbe                           | –                                     | monochrom                             | monochrom                             | mehrfarbig                            | mehrfarbig                            | monochrom                             | mehrfarbig                  |
| Maße (in mm)253                 | Maße (in mm)253                 | Höhe                            | 378                                   | 300                                   | 300                                   | 341                                   | 341                                   | 100                                   | 122                         |
| Maße (in mm)253                 | Maße (in mm)253                 | Breite                          | 318                                   | 270                                   | 285                                   | 326                                   | 326                                   | 205                                   | 253                         |
| Maße (in mm)253                 | Maße (in mm)253                 | Tiefe                           | 181                                   | 420                                   | 285                                   | 326                                   | 326                                   | 260                                   | 405                         |
| Gewicht (in kg)                 | Gewicht (in kg)                 | Gewicht (in kg)                 | 5,5                                   | 7,5                                   | 6,3                                   | 7,95                                  | 7,95                                  | 2,3                                   | 6,5                         |
| Varoma                          | vorhanden:                      | vorhanden:                      | Rotes X oder Kreuzchensymbol für nein | c                                     | Grünes Häkchensymbol für ja           | Grünes Häkchensymbol für ja           | Grünes Häkchensymbol für ja           | d                                     | Grünes Häkchensymbol für ja |
| Varoma                          | Fassungsvermögen (in l)         | Fassungsvermögen (in l)         | –                                     | 2,5                                   | 3                                     | 3,3                                   | 3,3                                   | 3,3                                   | 6,8                         |
| Varoma                          | Maße (in mm)                    | Höhe                            | –                                     | 103                                   | 118                                   | 131                                   | 131                                   | 131                                   | N/A                         |
| Varoma                          | Maße (in mm)                    | Breite                          | –                                     | 400                                   | 385                                   | 383                                   | 383                                   | 383                                   | N/A                         |
| Varoma                          | Maße (in mm)                    | Tiefe                           | –                                     | 275                                   | 275                                   | 275                                   | 275                                   | 275                                   | N/A                         |
| Varoma                          | Gewicht (in kg)                 | Gewicht (in kg)                 | –                                     | 0,99                                  | 0,8                                   | 0,8                                   | 0,8                                   | 0,8                                   | N/A                         |